# 미스터 인터내셔널
미스터 인터내셔널은 2006년에 시작된 국제 남자 미남 선발 대회이다.

## 타이틀 보유자
| 년도 | 미스터 인터내셔널 우승 (1위)           | 준우승                                | 준우승                              | 준우승                                                                                      | 준우승                                                                                      | 준우승                                                                                      | 개최국               | 참가자 |
| 년도 | 미스터 인터내셔널 우승 (1위)           | 2위                                   | 3위                                 | 4위                                                                                         | 5위                                                                                         | 6위                                                                                         | 개최국               | 참가자 |
| ---- | -------------------------------------- | ------------------------------------- | ----------------------------------- | ------------------------------------------------------------------------------------------- | ------------------------------------------------------------------------------------------- | ------------------------------------------------------------------------------------------- | -------------------- | ------ |
| 2006 | 레바논 위삼 한나                       | 베네수엘라 에르베르트 하비에르 델가도 | 그리스 콘스탄티노스 아브람포스      | 라트비아 카를리스 카롤리스                                                                  | 미국 차카 세지윅                                                                            | 수여되지 않음                                                                               | 싱가포르, 싱가포르   | 19     |
| 2007 | 브라질 앨런 비앙코 마티니              | 대한민국 오종성                       | 그리스 아리스토텔리스 볼로비노      | 베네수엘라 알베르토 가르시아 고메스                                                         | 레바논 바셀 모하마드 아부                                                                   | 수여되지 않음                                                                               | 말레이시아, 쿠칭     | 17     |
| 2008 | 베트남 응오 티엔 돈                    | 레바논 모하마드 참세딘                | 중국 장룬숴                         | 크로아티아 미호빌 바룬                                                                      | 네덜란드 빈센트 클뢰렌                                                                      | 수여되지 않음                                                                               | 대만, 타이난         | 30     |
| 2009 | 볼리비아 브루노 케텔스                 | 스페인 헥터 소리아                    | 레바논 마르셀리노 게브라옐          | 프랑스 막심 토마셋                                                                          | 폴란드 세바스티안 스트르제프카                                                              | 수여되지 않음                                                                               | 대만, 타이중         | 29     |
| 2010 | 영국 라이언 테리                       | 브라질 카이오 루시우스 리베이루       | 스페인 루이스 알베르토 마시아스     | 인도네시아 토마스 세바스티안                                                                | 그리스 레오디온 술라지                                                                      | 수여되지 않음                                                                               | 인도네시아, 자카르타 | 40     |
| 2011 | 브라질 세자르 커티                     | 체코 마틴 가르다브스키                | 인도네시아 스티븐 요스와라          | 베트남 르 코이 응우옌                                                                       | 스웨덴 마르코 젤레비치 비리아트                                                             | 수여되지 않음                                                                               | 태국, 방콕           | 33     |
| 2012 | 레바논 알리 하무드 (사임)              | 싱가포르 론테 (가정)                  | 슬로베니아 마르코 소봇              | 브라질 리카르도 마그리노                                                                    | 슬로바키아 얀 하라슬린                                                                      | 수여되지 않음                                                                               | 태국, 방콕           | 38     |
| 2013 | 베네수엘라 호세 안메르 파레데스        | 인도네시아 알베른 술탄                | 브라질 조나탄 마르코                | 멕시코 한스 브리세뇨                                                                        | 필리핀 길 와가스                                                                            | 체코 안토닌 베라넥                                                                          | 인도네시아, 자카르타 | 38     |
| 2014 | 필리핀 닐 페레즈                       | 레바논 라비 엘 제인                   | 체코 토마스 덤브로프스키            | 폴란드 라팔 마슬라크                                                                        | 슬로베니아 미자 나디자르                                                                    | 수여되지 않음                                                                               | 대한민국, 안산       | 29     |
| 2015 | 스위스 페드로 멘데스                   | 브라질 앤더슨 토마지니                | 대한민국 이상진                     | 파나마 줄리안 하비에르 토레스                                                               | 체코 야쿠브 크라우스                                                                        | 수여되지 않음                                                                               | 필리핀, 마닐라       | 36     |
| 2016 | 레바논 폴 이스칸다르                   | 일본 야마기시 마사야                  | 이탈리아 비니치오 모돌로            | 수여되지 않음 (Top 6 네덜란드 크리스 벨트캄프 태국 쿤 키티쿤 탄수하스 베트남 응웬 티엔 닷 ) | 수여되지 않음 (Top 6 네덜란드 크리스 벨트캄프 태국 쿤 키티쿤 탄수하스 베트남 응웬 티엔 닷 ) | 수여되지 않음 (Top 6 네덜란드 크리스 벨트캄프 태국 쿤 키티쿤 탄수하스 베트남 응웬 티엔 닷 ) | 태국, 방콕           | 35     |
| 2017 | 대한민국 이승환                        | 콜롬비아 마누엘 몰라노                | 남아프리카 공화국 드웨인 겔덴하우스 | 수여되지 않음 (Top 5 스위스 알레시오 콘스탄티니 베트남 트란 민 트룽 )                       | 수여되지 않음 (Top 5 스위스 알레시오 콘스탄티니 베트남 트란 민 트룽 )                       | 수여되지 않음 (Top 5 스위스 알레시오 콘스탄티니 베트남 트란 민 트룽 )                       | 미얀마, 양곤         | 36     |
| 2018 | 베트남 트린 바오                       | 베네수엘라 프란체스코 피시텔리        | 홍콩 와이킨 관                      | 수여되지 않음 (Top 5 필리핀 마크 케빈 체코 마타야스 흘로젝 )                                | 수여되지 않음 (Top 5 필리핀 마크 케빈 체코 마타야스 흘로젝 )                                | 수여되지 않음 (Top 5 필리핀 마크 케빈 체코 마타야스 흘로젝 )                                | 필리핀, 파사이       | 39     |
| 2022 | 도미니카 공화국 에마뉘엘 "마누" 프랑코 | 인도 루카난드 크셰트리마윰            | 베네수엘라 오랑겔 디리노트          | 홍콩 제이슨 리                                                                              | 필리핀 마이런 주드 오르디야노                                                               | 스페인 후안 파블로 콜리아스                                                                 | 필리핀, 케손시티     | 35     |
| 2023 | 태국 킴 티티산 굿번                    | 베네수엘라 윌리엄 바델                | 브라질 에드워드 오구니야            | 수여되지 않음 (Top 5 프랑스 루카스 슐라흐터 인도 샤슈와트 드위베디 )                        | 수여되지 않음 (Top 5 프랑스 루카스 슐라흐터 인도 샤슈와트 드위베디 )                        | 수여되지 않음 (Top 5 프랑스 루카스 슐라흐터 인도 샤슈와트 드위베디 )                        | 태국, 방콕           | 36     |
| 2024 | 나이지리아 나자구 사무엘               | 베트남 응웬 만 란                     | 인도네시아 글렌 빅터 수탄토         | 수여되지 않음 (Top 6 네덜란드 앤서니 헨리쿠스 필리핀 저스틴 칼 옹 스페인 라파엘 도밍게스    | 수여되지 않음 (Top 6 네덜란드 앤서니 헨리쿠스 필리핀 저스틴 칼 옹 스페인 라파엘 도밍게스    | 수여되지 않음 (Top 6 네덜란드 앤서니 헨리쿠스 필리핀 저스틴 칼 옹 스페인 라파엘 도밍게스    | 태국, 방콕           | 47     |

## 대한민국의 역대 출전자
| 연도        | 이름                     | 수상                     |                          |
| ----------- | ------------------------ | ------------------------ | ------------------------ |
| 2006        | 미출전                   | 미출전                   | 미출전                   |
| 2007        | 오종성                   | 2위                      |                          |
| 2008        | 박정완                   |                          |                          |
| 2009        | 백주석                   |                          |                          |
| 2010        | 김기종                   |                          |                          |
| 2011        | 오지성                   | Top 10 & 큐트맨상        |                          |
| 2012        | 김도엽                   | Top 10                   |                          |
| 2013        | 김재혁                   |                          |                          |
| 2014        | 박영호                   | Top 10 & 스타일리시상    |                          |
| 2015        | 이상진                   | 3위                      |                          |
| 2016        | 정구영                   |                          |                          |
| 2017        | 이승환                   | 우승                     |                          |
| 2018        | 황대웅                   | Top 15                   |                          |
| 2019 ~ 2021 | 미개최 (코로나19 범유행) | 미개최 (코로나19 범유행) | 미개최 (코로나19 범유행) |
| 2022        | 조재영                   |                          |                          |
| 2023        | 강호선                   | Top 20 & 스마트 가이상   |                          |
| 2024        | 허준성                   | Top 10                   |                          |

## 같이 보기
- 미스터 월드
- 맨헌트 인터내셔널
- 미스터 글로벌
- 미스터 수프라내셔널
- 맨 오브 더 월드
- 미스 유니버스
- 미스 인터내셔널
- 미스 수프라내셔널
- 미스 어스